# Resinár

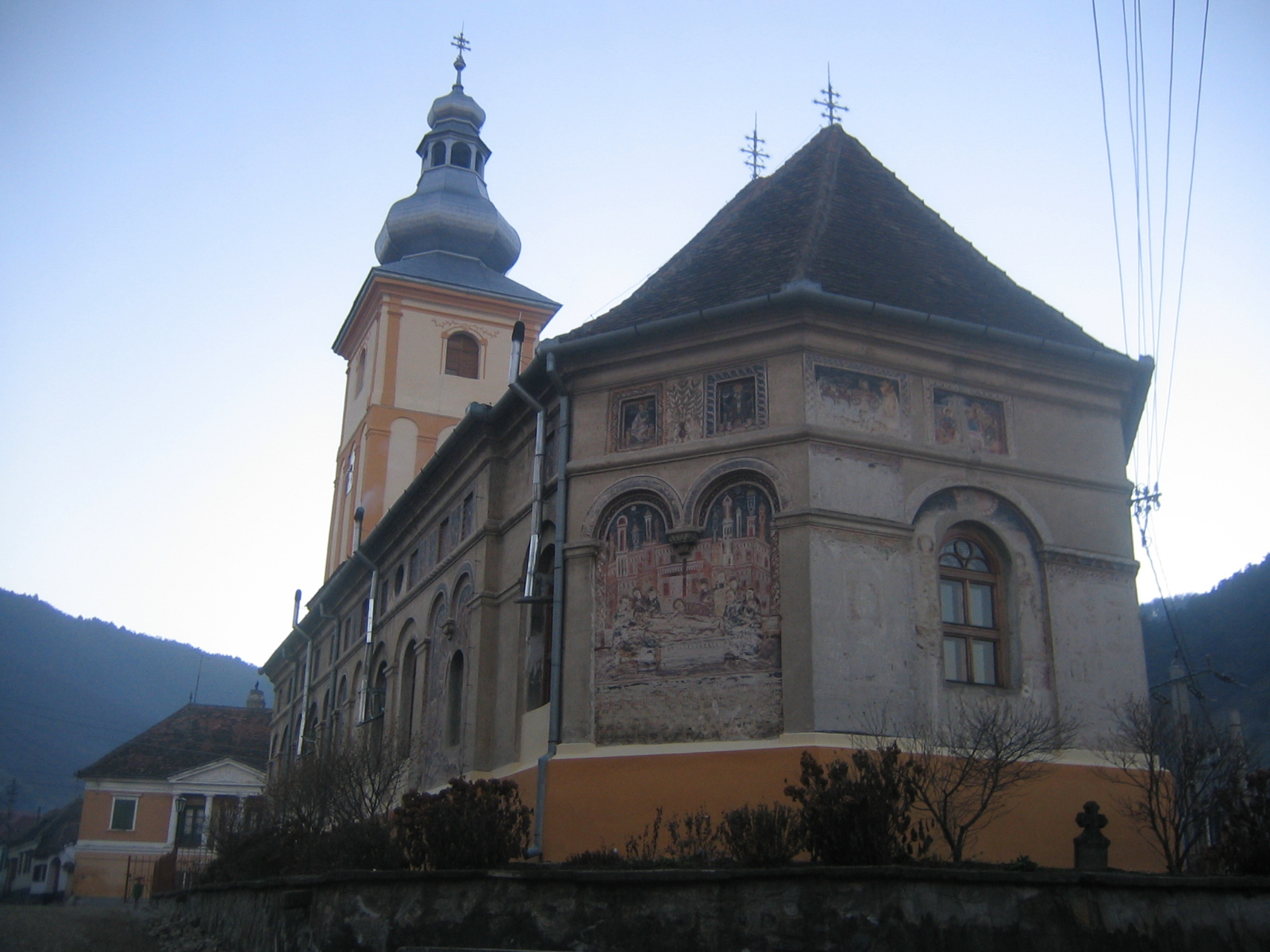
A Szent Piroska ortodox (egykor görögkatolikus) templom

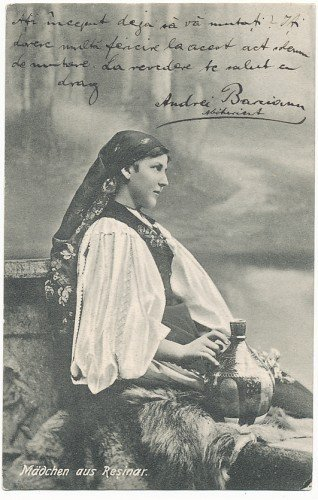
Resinári leány 1911-es képeslapon

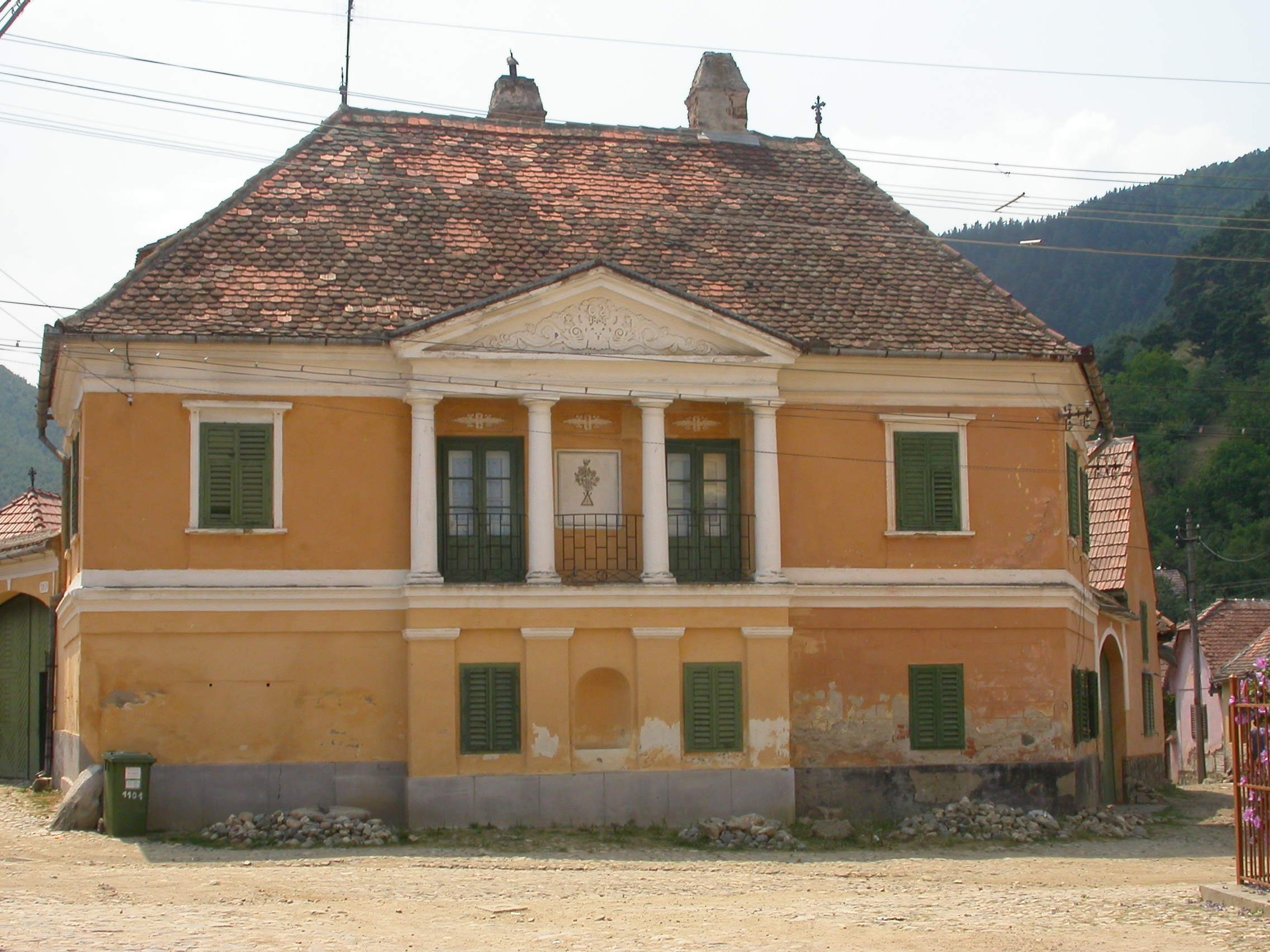
Az egykori püspöki rezidencia

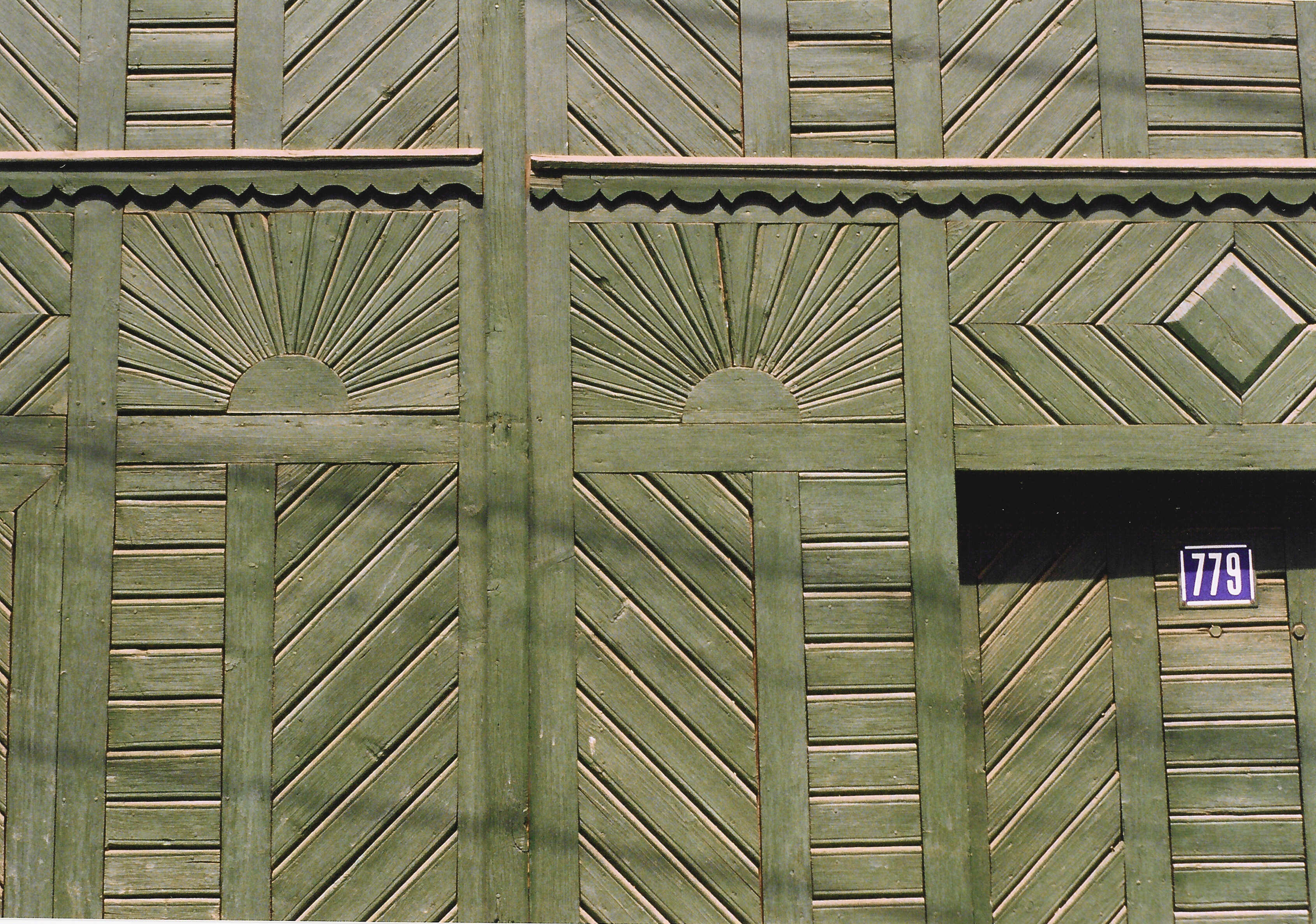
Kapurészlet

Resinár (románul Rășinari, németül Reschinar, korábban Städterdorf) falu Romániában, Erdélyben, Szeben megyében, Szebeni-Hegyalja tájegységben, az azonos nevű község központja.

## Fekvése
Nagyszebentől 12 km-re délnyugatra, a Csindrel-hegység lábánál, 571 méteres magasságban fekszik. A megyeszékhelyről villamoson is megközelíthető.

## Nevének eredete
A román rășinari 'gyantaszedők' vagy 'szurokfőzők' szóból származik. A névre az első adat 1488-ból való, Roschanad, Ruschaner és Ressinarium alakban. 1496-ban Raschoneyra, 1572-ben Ressonar, 1698-ban Rosinar, 1738-ban pedig már mai formájában említik.

## Története
1204-ben a mai falu területén vagy annak környékén Ruetel néven szász település létezett.
Eredetileg Fehér vármegyéhez tartozott. 1488-ban 62 családfőjéből 53 volt szabadparaszt. A 16. században Szebenszékhez csatolták.
A 16–18. században Nagyszeben román jobbágyfaluja volt. A transzhumáló pásztorkodás korán megteremtette lakói számára a viszonylagos jólét feltételeit. 1735-ből való az első, legelőbérlésére vonatkozó adat.
Acsády Ignác adatai szerint 1721-ben, 668 háztartásával a hatodik legnépesebb erdélyi település volt, megelőzve Medgyest, Marosvásárhelyt és Tordát.
Több évtizedes, 1735-től tartó per végén 1787-ben II. József elrendelte, hogy kapja vissza középkori határát Nagyszebentől és mindenféle úrbéri teher alól fölmentve, „szabad királyi falu”-vá nyilvánította. Ekkor kb. 4185-en lakták.
Iskoláját 1733-ban egy Coman Bârsan nevű írástudó alapította és attól kezdve folyamatosan működött. 1835-ben emeletes iskolaépületet építettek. 1836-ban német, magyar, latin és román írás-olvasást, német és magyar nyelvtant is tanítottak benne. A 18. században több jeles egyházi festő is származott innen. Az 1760-as években görögkatolikus esperesi székhely volt.
1783-ban ide tette székhelyét az új ortodox püspök, a budai szerb származású Gedeon Nikitić. Ettől kezdve több mint egy évtizedig, Gerasim Adamović püspök 1796-os haláláig ebből a faluból, egy kétszintes, tornácos parasztházból irányították az erdélyi román ortodox hívőket. A püspöki székhelyet ténylegesen 1811-ben Vasile Moga helyezte át Nagyszebenbe.
A 18. század végén kezdődött juhtenyésztésének virágkora. A resináriak 500 ezer juhot teleltettek a Kárpátokon túl, egészen Besszarábiáig, de mezőségi falvak határában is béreltek legelőket. Havasalföldön föl is vásároltak juhokat és a Vöröstoronyi-szoroson át hazahajtották őket. Évente 80–120 juhot vágtak le. A juhászat termékekeit főként a nagyszebeni piacon értékesítették, a faggyút pedig a nagyszebeni sztearingyárnak adták el vagy gyertyát öntöttek belőle. Ugyancsak Nagyszebenben adták el a kőbányáiban fejtett építőkövet és a keresett resinári diót. A transzhumálás hanyatlását a 19. században a romániai jobbágyfelszabadítás okozta és az 1880-as években az osztrák–magyar–román vámháború pecsételte meg.
1857-ben a nem mezőgazdasági népesség aránya 23%-ot tett ki. 1862-ben szegénysegélyező egyesület jött létre. 1867-ben Visarion Roman közgazdász itt alapította meg az első román hitelszövetkezetet, az 1881-ig működő Societate de pǎstrare și împrumutot.
A 19. század végén polgárosuló település képét mutatta, kő alapra épült, meszelt falú, cseréppel fedett boronaházakkal, kövezett utcákkal, közvilágítással, belterjes, trágyázó mezőgazdasággal. Patakjain fűrészmalmok és kallómalmok működtek. 27 849 holdas határának 65%-a volt erdő, 18%-a legelő és 11% rét. Juhállománya még mindig 50 ezer állatot számlált. Már a 18. század közepén is foglalkoztak a faluban kerékgyártással, 1876-tól a szekérkerekekkel egész Havasalföldön kereskedtek. 1888-ban gyógyszertár nyílt benne. 1911-ben iparosegylete is alakult.
A két világháború között szőnyeggyára volt. 1925-ben indult menetrendszerű autóbuszjárat Nagyszebenbe. 1941-ben fűrészüzemeiben 450-en dolgoztak.
Szebenszékhez, 1876-tól Szeben vármegye Nagyszebeni járásához tartozott.

## Lakossága
1850-ben 4908 lakosából 4774 volt román, 122 cigány nemzetiségű; 4820 ortodox és 75 görögkatolikus vallású.

1900-ban 5412 lakosából volt 5362 román és 29 német anyanyelvű; 4952 ortodox és 419 görögkatolikus vallású. A lakosság 47%-a tudott írni-olvasni és 1%-a beszélt magyarul.

2002-ben a községközpont 5286 lakosából 5237 volt román és 41 cigány nemzetiségű; 5210 ortodox vallású.

## Látnivalók
- Három temploma közül a Szent Piroska ortodox templomot a görögkatolikusok építették, 1726–1756-ban. Belül Grigorie és Ioan Ranite festette ki 1760-ban, külső festése több művész munkája, 1758 és 1785 között készült. A Szentháromság („hegyi”) ortodox templomot 1804–1814-ben, a Szent Illés ortodox (eredetileg görögkatolikus) templomot pedig 1838-ban építették, mai formáját 1875-ben kapta.
- Andrei Șaguna mauzóleuma (Aron Romanul, 1877–78, neogótikus, bronz oroszlánjai 1904).
- Octavian Goga szülőháza ma emlékmúzeum.
- Néprajzi gyűjtemény (2006 óta a 3. számú óvodában).
- A volt püspöki rezidencia (1486. sz.) egy 1710-ben épült egyszerű parasztház. 2000 óta egyházközségi múzeum működik benne.
- Barcianu-udvarház (1835, Str. Daniel Barcianu 248.).
- A régi iskola (ered. 1836, többször átépítve, 1512. sz.).
- Műemlék épületek: Dancășiu-ház (1784, 844. sz.), a 849. sz. ház (1835) és kapuja (1868), 817. sz. faház (1832).
- Emil Cioran szülőházán emléktábla.
- A falutól északkeletre, egy 704 méteres hegyen Ruetel várának romjai.
- A községet Nagyszebennel összekötő, 1947-ben kiépített villamosvonal kocsijai korábban a svájci Genfben közlekedtek.
- A falu és Popláka közti dombon 2002-ben kezdték el építeni a Ioan Iacob Romanul kolostort.

## Híres emberek
- Itt született 1814-ben Sava Popovici Barcianu teológus.
- Itt született 1842-ben Ilarie Mitrea természettudós, utazó.
- Itt született 1850-ben Eugen Brote publicista, politikus.
- Itt született 1881-ben Octavian Goga költő, politikus.
- Itt született 1902-ben Aurel Vijoli közgazdász, a Román Nemzeti Bank elnöke (1947–52), pénzügyminiszter (1957–68).
- Itt született 1911-ben Emil Cioran filozófus.
- Itt született 1982-ben Nicolae Ștefănuță zöld párti EP-képviselő.

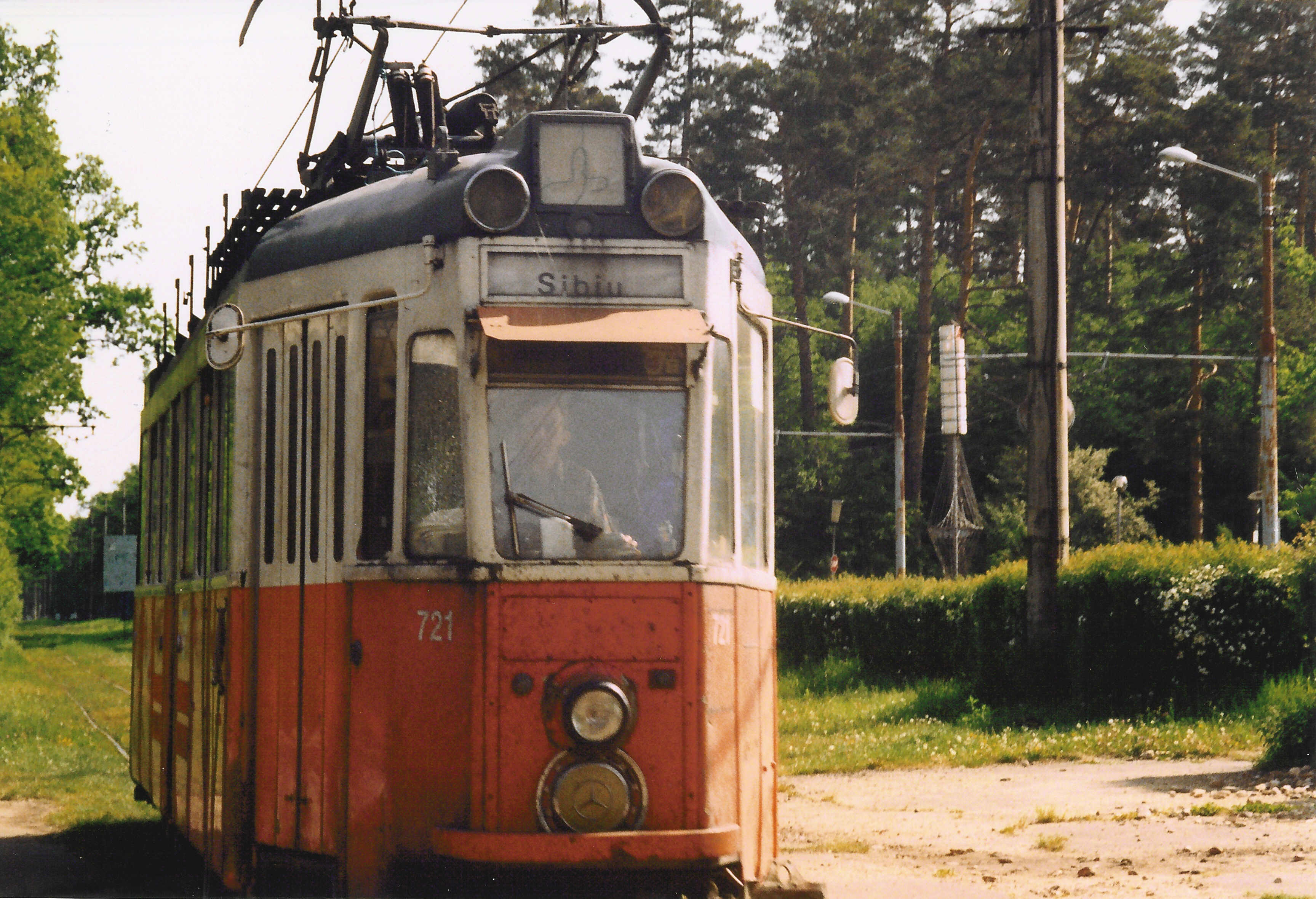
A nagyszeben–resinári villamos

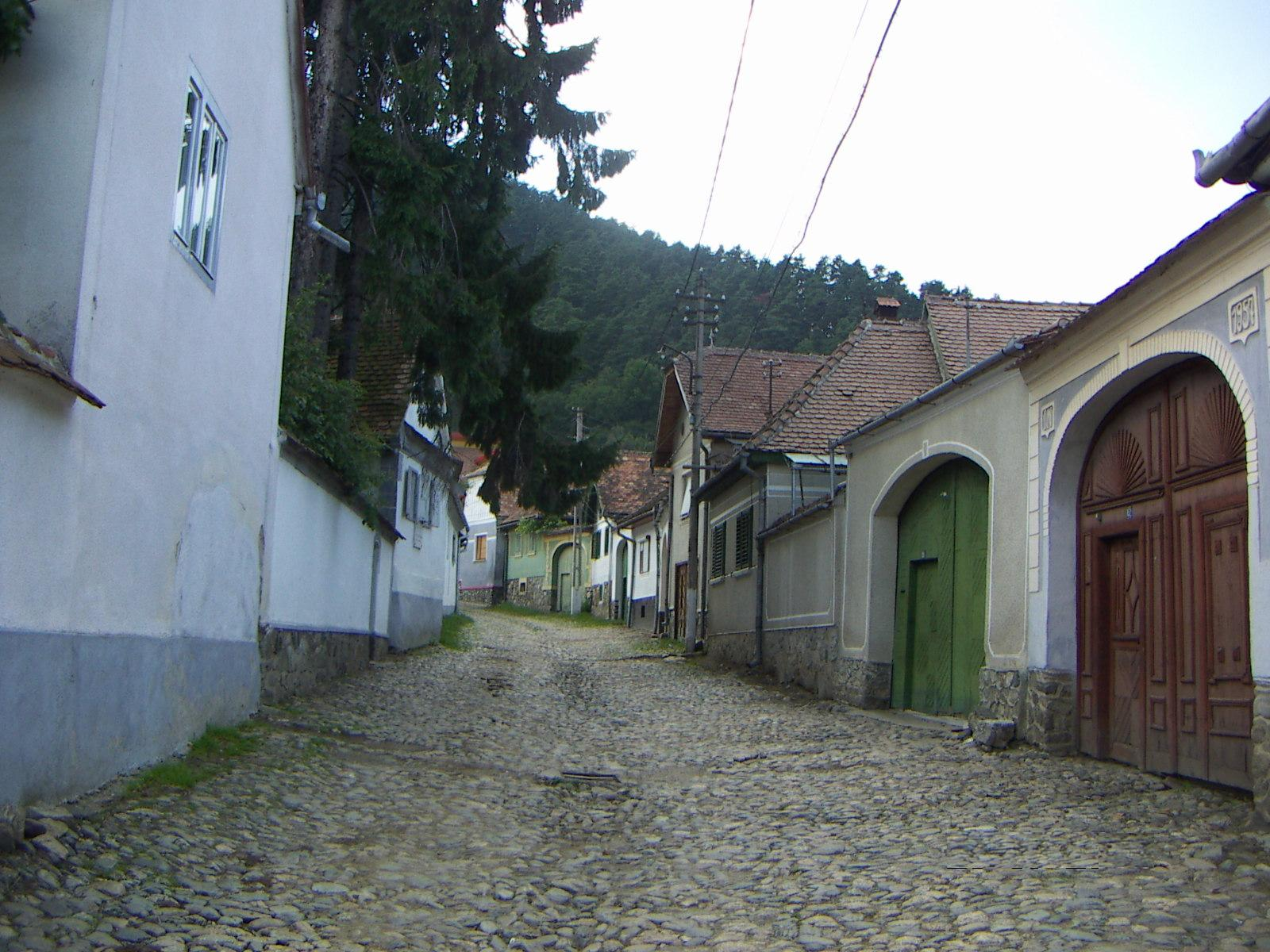
Resinári utcácska

## Képek

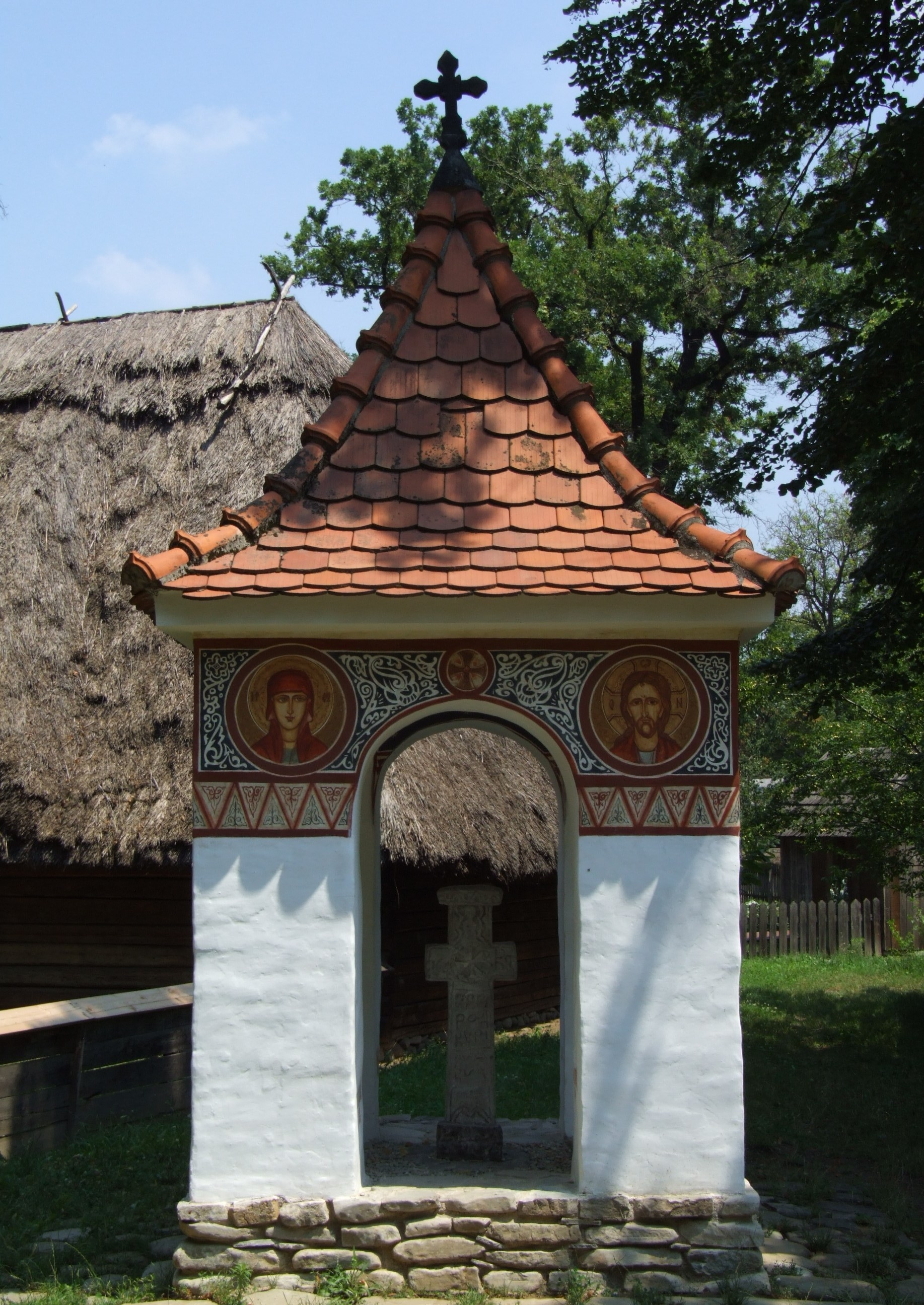
Fedett resinári kereszt a bukaresti falumúzeumban
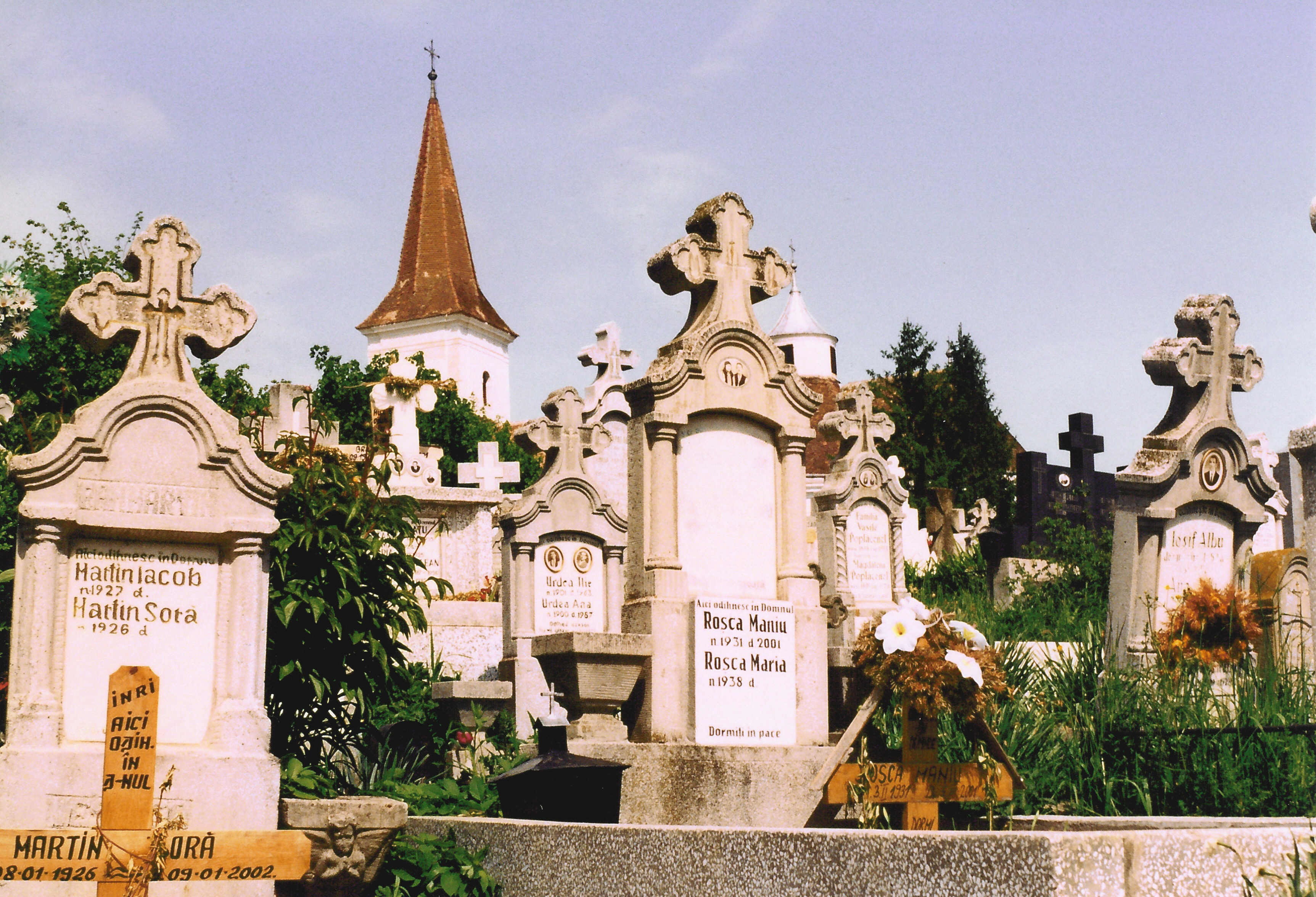
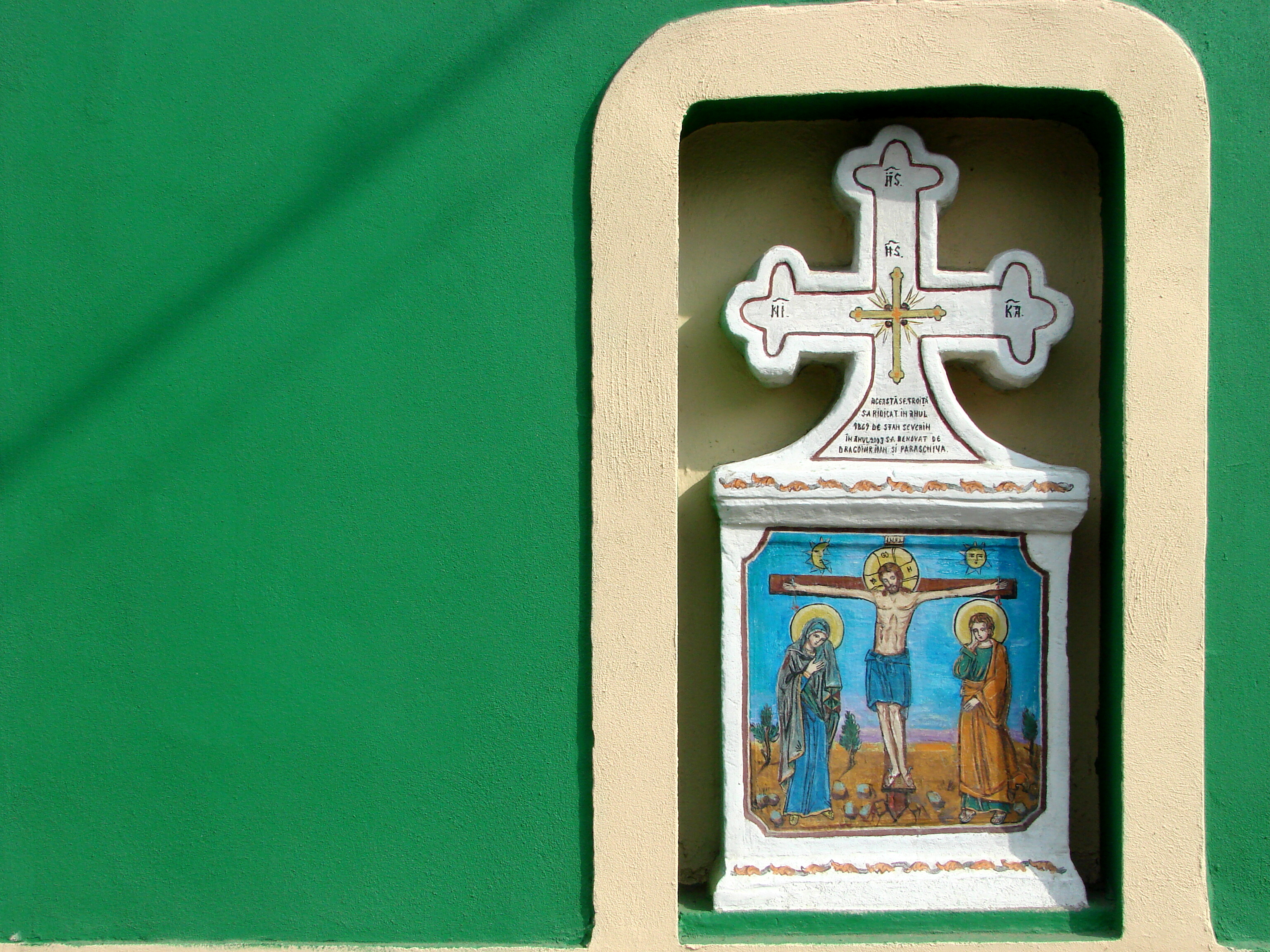
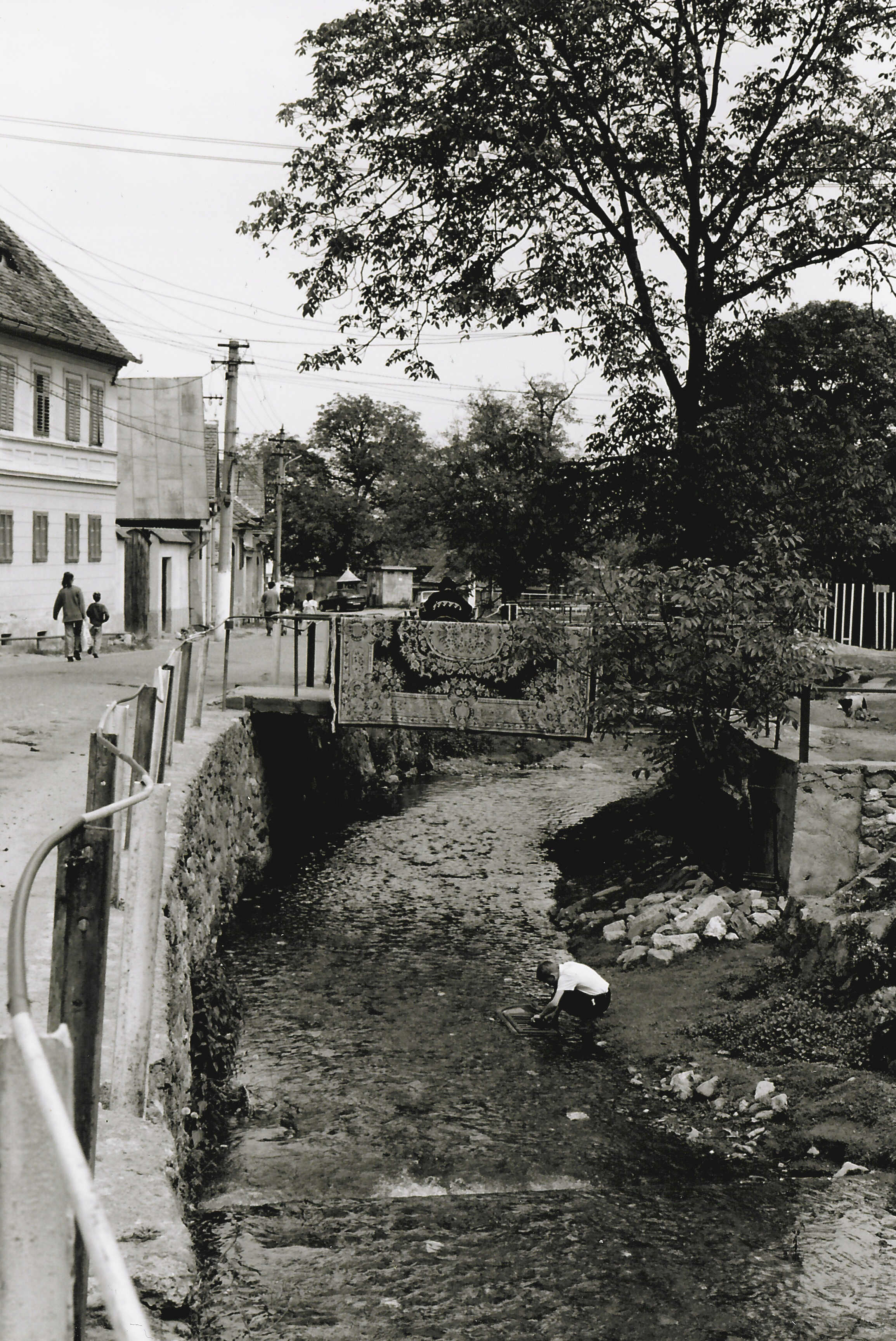
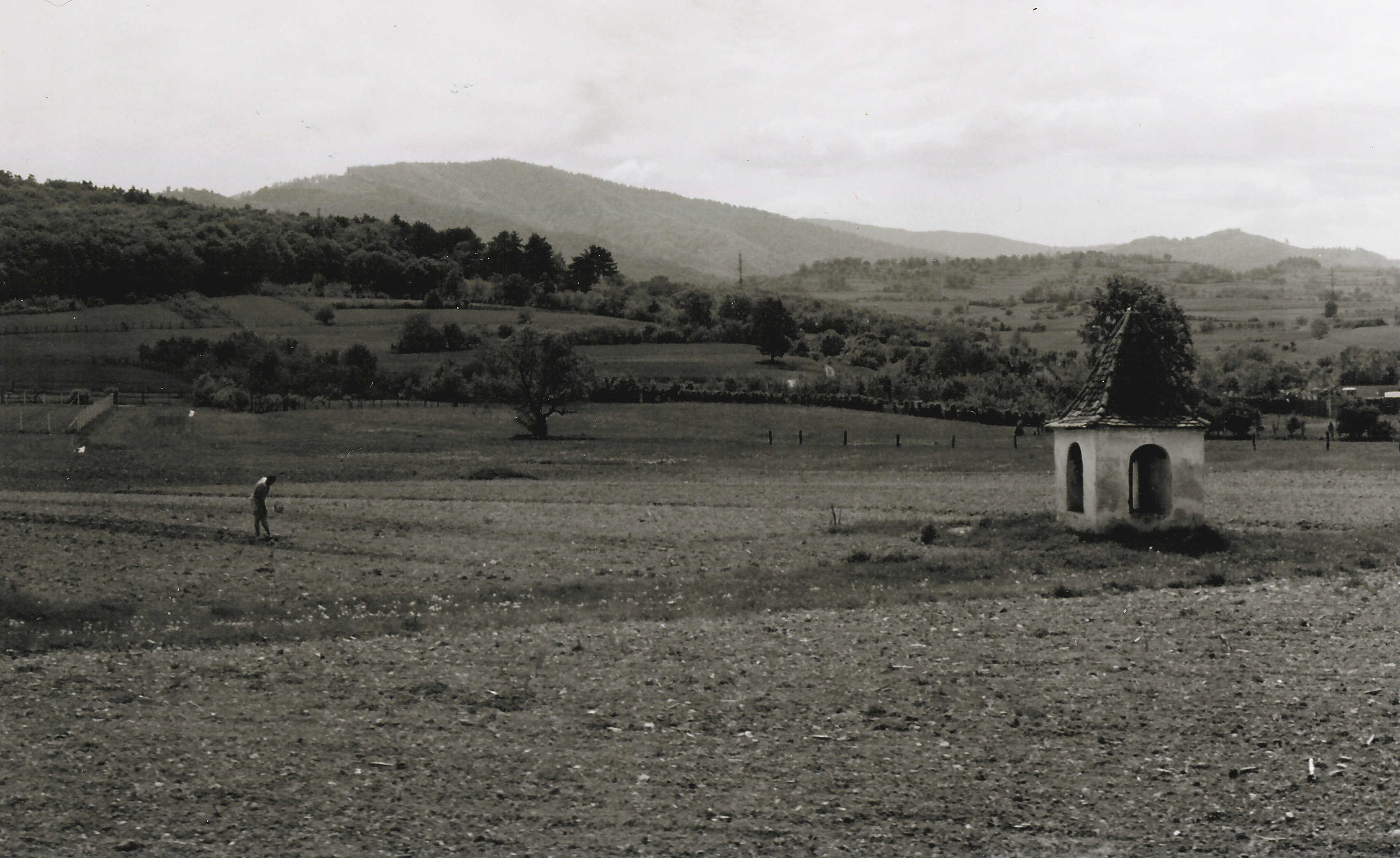
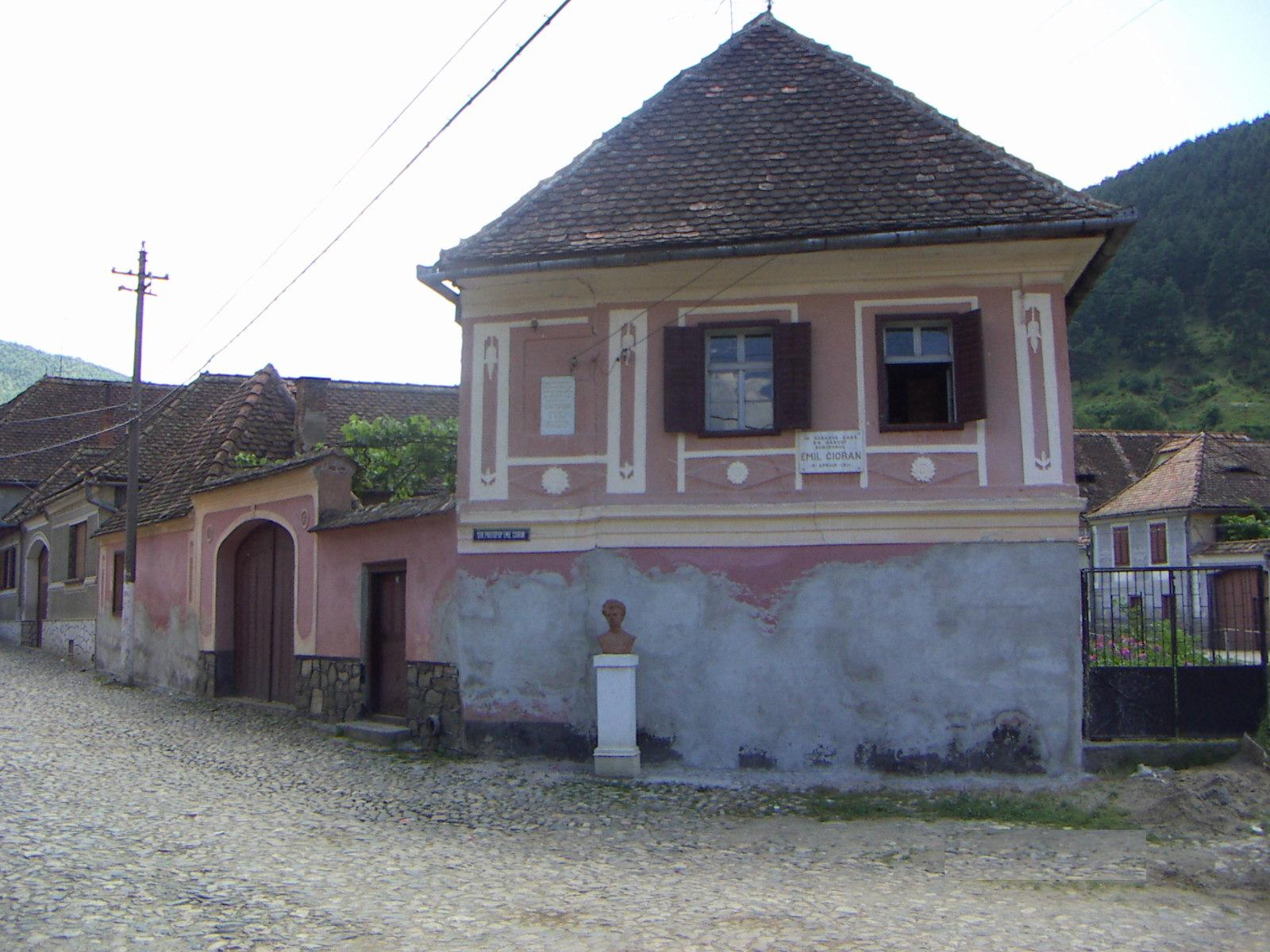
Cioran szülőháza
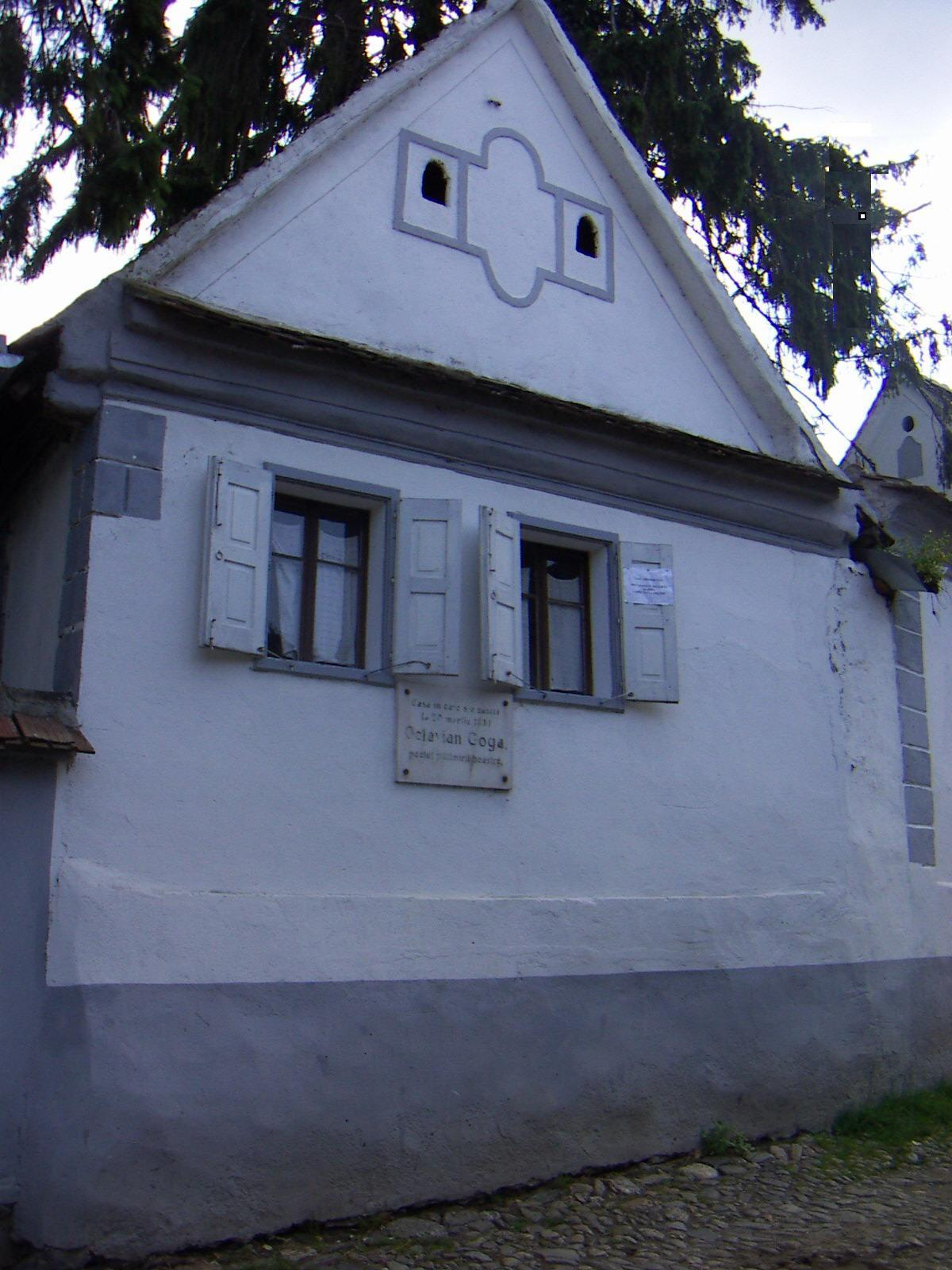
Octavian Goga szülőháza
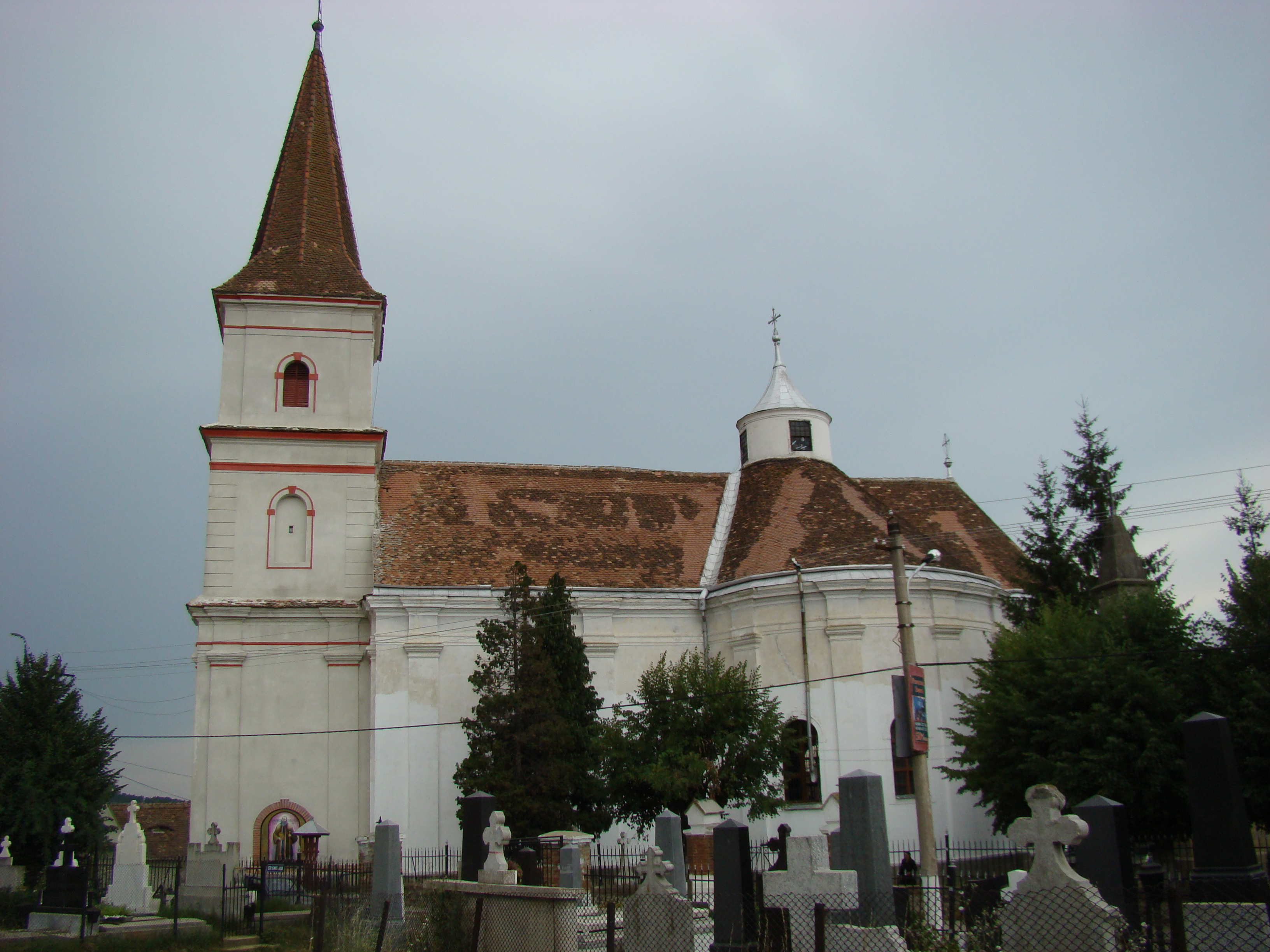
A Szentháromság ortodox templom
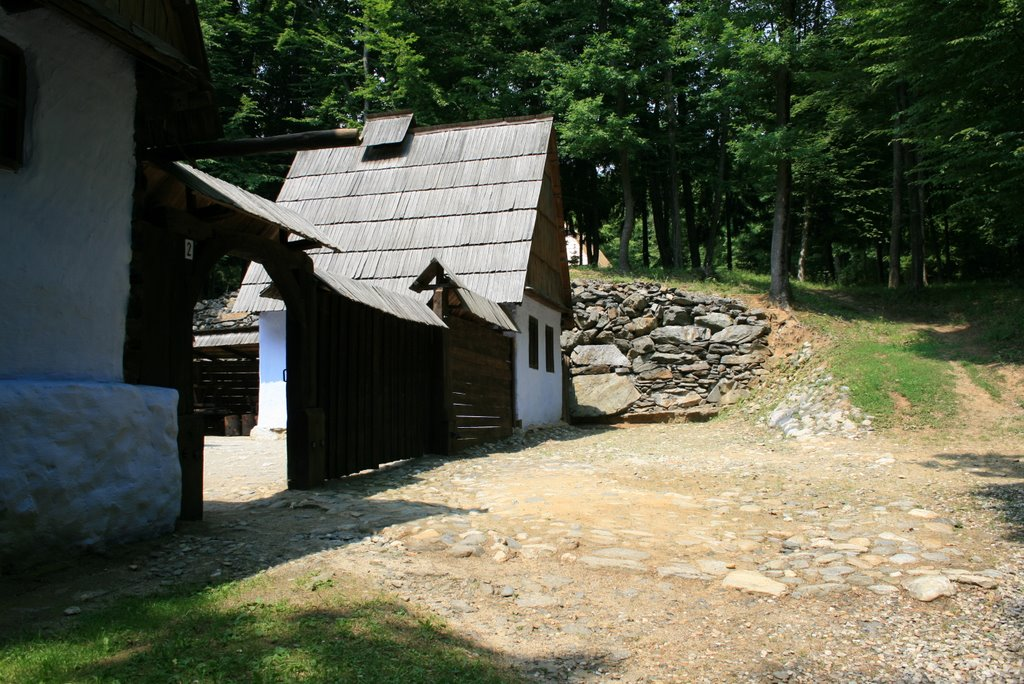
Resinári juhosgazda háza gyertyaöntő műhellyel a nagyszebeni szabadtéri múzeumban
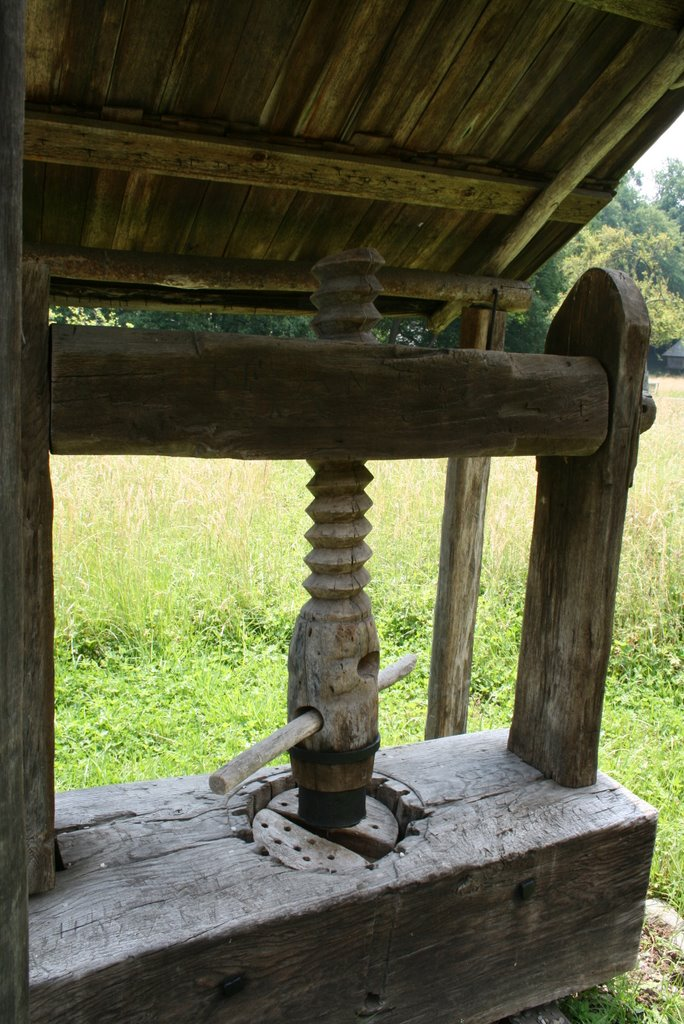
Pálinkafőzőhöz tartozó gyümölcszúzó ugyanott
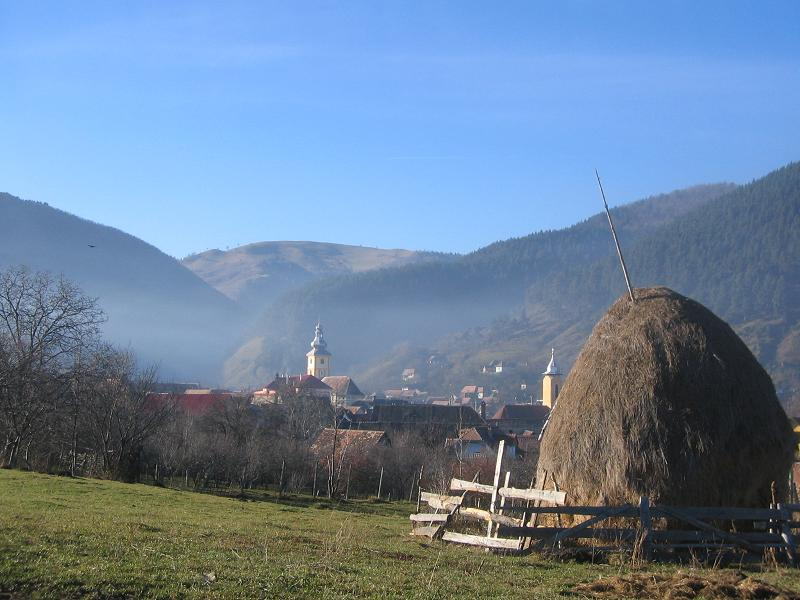